# Wang Kuang-jing
Wang Kuang-jing (čínsky pchin-jinem Wáng Guāngyīng, znaky 王光英; 14. srpna 1919 — 29. října 2018) byl čínský podnikatel a politik, místopředseda stálého výboru Všečínského shromáždění lidových zástupců (parlamentu, 1993–2003), místopředseda celostátního výboru Čínského lidového politického poradního shromáždění (1983–1993) a místopředseda Čínského sdružení pro demokratickou národní výstavbu (1979–1983), jedné z menších politických stran v Číně. Vystudoval chemii, ve40. letech v Tchien-ťinu založil a vedl několik chemických a textilních podniků. V Čínské lidové republice zůstal ve vedení svých továren, byť znárodněných, a působil i ve vedení Všečínského svazu mládeže, Čínského sdružení pro demokratickou národní výstavbu, Všečínské federace průmyslu a obchodu, byl poslancem Všečínského shromáždění lidových zástupců. Éru kulturní revoluce strávil ve vězení, jako „kapitalista“ a bratr manželky Liou Šao-čchiho. Od roku 1979 se vrátil k podnikání a veřejné činnosti, zprvu v Tchien-ťinu, později v Hongkongu i na celonárodní úrovni. Od 80. let působil především v ekonomické diplomacii, jako zprostředkovatel mezi otevírající se čínskou ekonomikou a zahraničním.

## Život
Wang Kuang-jing se narodil 14. srpna 1919 v Pekingu. Studoval na chemii na Katolické univerzitě v Pekingu, promoval v roce 1943. Brzy poté založil s přítelem Moderní chemické závody v Tchien-ťinu. Později založil také Tchienťinskou pletací továrnu. Po osvobození severu Číny od japonské okupace převzal několik továren zabavených japonským majitelům.
Po vzniku Čínské lidové republiky v roce 1949 se angažoval v tchienťinské pobočce Všečínské federace průmyslu a obchodu jako její místopředseda, od roku 1951 působil i jako místopředseda tchienťinského městského soudu. Po roce 1954 začala nová vláda znárodňovat podniky. Wang Kuang-jing v tomto procesu spolupracoval a zůstal ředitelem svých továren. Na banketu pořádaném v Tchien-ťinu roku 1957 u příležitosti návštěvy delegace ze Sovětského svazu v čele s Klimentem Vorošilovem ho tehdejší premiér Čou En-laj žertem nazval „rudým kapitalistou“, což Wang Kuang-jingovi už zůstalo jako přezdívka. Wang působil také ve Všečínském svazu mládeže, zprvu ve vedení tchienťinské organizace svazu, od roku 1953 byl členem stálého výboru ústředního výboru svazu a od roku 1958 místopředsedou ústředního výboru a v letech 1954, 1959 a 1964 byl zvolen poslancem Všečínského shromáždění lidových zástupců. Od roku 1950 členem Čínského sdružení pro demokratickou národní výstavbu, jedné z menších politických stran Čínské lidové republiky a od roku 1960 byl volen do stálého výboru ústředního výboru sdružení. 
Během kulturní revoluce byl pronásledován za své vztahy s Liou Šao-čchiem, hlavou státu a manželem Wangovy sestry Wang Kuang-mej. Liou byl zbaven funkcí a zemřel ve vězení,  Wang Kuang-ťing strávil devět let ve vězení.
Po kulturní revoluci byl Wang propuštěn z vězení (1977) a politicky rehabilitován, vrátil se do vedoucích pozic v tchienťinských chemičkách a na sjezdu Čínského sdružení pro demokratickou národní výstavbu roku 1979 byl zvolen místopředsedou ústředního výboru sdružení (na jedno funkční období do roku 1983; potom do roku 1997 setrval ve stálém výboru ústředního výboru sdružení), současně byl přijat mezi členy celostátního výboru Čínského lidového politického poradního shromáždění. Roku 1980 byl zvolen místostarostou města Tchien-ťin; ve funkci, kterou zastával do roku 1983, se podílel na reorganizaci a revitalizaci obchodu a průmyslu města. Se zahájením reforem a otevírání se světu se  Wangovo podnikatelské zázemí stalo cenným aktivem pro vládu; roku 1983 byl pověřen založením společnosti Everbright v Hongkongu, prvního podniku v Hongkongu s vlastníky z komunistické Číny (zprvu formálně vlastněné Wangem a několika kolegy, později přešla do vlastnictví státu), která získávala zahraniční investice a technologie. V letech 1983–1989 předsedal správní radě společnosti Everbright, přičemž sehrál významnou ekonomickou a diplomatickou roli jako prostředník mezi Čínou a Západem.
V letech 1983–1993 byl Wang po dvě funkční období místopředsedou celostátního výboru Čínského lidového politického poradního shromáždění. V letech 1993 až 2003 působil další dvě funkční období jako místopředseda stálého výboru Všečínského shromáždění lidových zástupců (parlamentu). Během dvaceti let v obou vysokých funkcích se věnoval především diplomatickým vztahům a přijal mnoho zahraničních návštěv. Vedle státních funkcí působil i ve vedení společenských organizací, Čínské společnosti pro odborné vzdělávání, Všečínském sdružení přátelství se zámořím a Sdružení čínského lidu pro přátelství se zahraničím; také byl místopředsedou výkonného výboru Všečínské federace průmyslu a obchodu (1983–1993).
Zemřel v Pekingu 29. října 2018 ve věku 99 let.